# PGM 338
Il PGM 338, noto anche come PGM .338 LM o PGM Mini-Hecate .338, è un fucile di precisione progettato e fabbricato in Francia dall'azienda PGM Precision. Utilizza la cartuccia .338 Lapua Magnum (8,6 × 70 mm).
Il PGM 338 è un'arma che si pone a metà tra i fucili camerati 7.62 × 51mm NATO (.308) presente nella casa PGM con il nome di ultima ratio, che non hanno un raggio d'azione e un'efficacia sufficiente per essere usato a distanze molto lunghe e il più grande .50 BMG (12,7 × 99mm), che sono più ingombranti e meno portabili, PGM produce anche un modella della sua gamma il PGM Hécate II. Il PGM 338 è stato progettato da Chris L. Movigliatti (quando ha lavorato per PGM Précision) della compagnia svizzera AMSD ed è prodotto dalla PGM Précision di Francia. Il fucile viene distribuito direttamente tramite la PGM in Francia, la Drake Associates, Inc. negli Stati Uniti e la Liemke Defense in Germania e in altri paesi europei.

## Utilizzatori
- Armenia: utilizzato dalle forze speciali dell'esercito.
- Cile: esercito cileno.
- Israele: Forze speciali israeliane.
- Singapore: formazione di commando delle forze armate di Singapore.
- Slovenia: forze armate slovene.
- Police nationale
- Recherche, assistance, intervention, dissuasion
- Armée de terre